# Stěžery
Stěžery település Csehországban, a Hradec Králové-i járásban. Stěžery Těchlovice, Hradec Králové, Urbanice, Praskačka, Dolní Přím, Hvozdnice és Všestary településekkel határos. Lakosainak száma 2187 fő (2024. január 1.).

## Népesség
A település lakosságának változását az alábbi diagram mutatja:
| Lakosok száma | 1328 | 1531 | 1656 | 1309 | 1411 | 1596 | 1953 | 2070 | 2106 | 2187 |
|               | 1869 | 1890 | 1921 | 1950 | 1980 | 2001 | 2017 | 2019 | 2022 | 2024 |